# 해반천
해반천(海畔川)은 경상남도 김해시 북부동에서 발원하여 경상남도 김해시 화목동에서 조만강에 유입되는 하천이다. 하천연장은 11.5km이며, 유역면적은 39.9km2이다. 도시화 이후 해반천의 수질오염이 심각해지자, 김해시는 2004년 해반천 복원사업을 착수하여 2008년에 완료하였다.